# 吉尔博亚监狱的皮条客
吉尔博亚监狱的皮条客由吉尔博亚监狱长于2021年11月24日透露,弗雷迪·本·施特里特,当他作证说2021年9月6日，六名巴勒斯坦安全犯从吉尔博亚监狱越狱时。以色列女兵奉命为安全犯提供性服务，这些犯人因针对以色列的恐怖行动而被判入狱。早在2018年，就有媒体曾报道有关吉尔博亚监狱情色交易的指控。
吉尔博亚监狱释放的两名囚犯告诉瓦拉，吉尔博亚监狱恐怖分子的头目穆罕默德·阿塔拉在监狱里表现得像个地主，就好像他是监狱的指挥官。监狱管理人员和情报人员让他选择哪些看守将在他的部门任职。阿塔拉周围都是年轻漂亮的看守，他会选择并习惯与之摩擦。未经他的许可，阿塔拉的翼中没有看守者。作为回报，阿塔拉阻止安全犯人向监狱部门提出请愿。任何未经阿塔拉同意提出申诉的人都被殴打致死。一名官员证实，没有囚犯直接向监狱服务部门索要任何东西，一切都经过阿塔拉。代表穆罕默德·阿塔拉的律师拉姆齐·卡蒂拉(Ramzi Katilat)声称，谣言是由于法庭上对监狱服务进行的劳资纠纷所致。